# Sepia apama

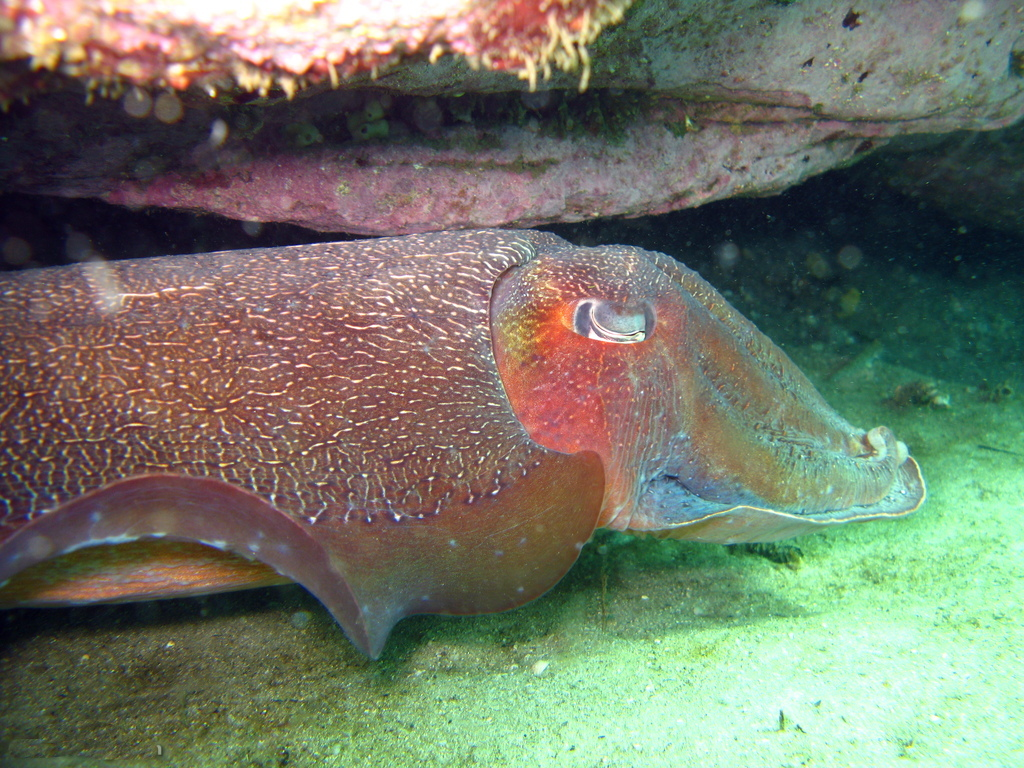
Sepia apama

Sepia apama hay mực nang khổng lồ Úc là một loài mực nang. Đâu là loài mực nang có áo đạt chiều dài 50 cm (20 in) và nặng hơn 10,5 kg.
S. apama là loài bản địa bờ biển nam Australia, từ Brisbane ở Queensland đến Shark Bay ở Western Australia. Nó xuất hiện ở trên các rạn đá, đáy cỏ biển và đáy bùn và cát đến độ sâu 100 m.